# William Borah
William Edgar Borah, född 29 juni 1865 i Wayne County, Illinois, död 19 januari 1940 i Washington, D.C., var en amerikansk republikansk politiker. Han representerade delstaten Idaho i USA:s senat från 1907 fram till sin död. Han var ordförande i senatens utrikesutskott 1924–1933. Borah kallades "The Lion of Idaho" och var känd för sina isolationistiska åsikter.
Borah studerade vid University of Kansas men var tvungen att avbryta sina studier när han insjuknade i tuberkulos. Han studerade sedan juridik och inledde 1890 sin karriär som advokat i Kansas. Han flyttade 1891 till Idaho. Han gifte sig 1895 med guvernör William J. McConnells dotter Mamie.
Borah efterträdde 1907 Fred Dubois som senator för Idaho. Han omvaldes 1913, 1918, 1924, 1930 och 1936. Tillsammans med Henry Cabot Lodge och Hiram Johnson var han en av de ledande motståndarna i senaten mot ratifikationen av Versaillesfreden och USA:s medlemskap i Nationernas förbund. Borahs passionerade tal 19 november 1919 bidrog till att senaten förkastade fredsfördraget och sade nej till Nationernas förbund. Efter Lodges död 1924 blev Borah ordförande i utrikesutskottet. Han förespråkade erkännandet av Sovjetunionen. Han hade dessutom ett förhållande med Nicholas Longworths hustru och Theodore Roosevelts dotter Alice Roosevelt Longworth.
Borah förlorade republikanernas nominering i presidentvalet i USA 1936 mot Alf Landon. Han vägrade sedan att stödja Landons kandidatur i valet. Han stödde inte heller Franklin D. Roosevelt. Redan i presidentvalet i USA 1932 hade Borah vägrat att ta ställning mellan Roosevelt och Herbert Hoover. Senator Borah avled 1940 i ämbetet och efterträddes av John W. Thomas.
Borah var medlem av Odd Fellows. Hans grav finns på Morris Hill Cemetery i Boise. En staty av Borah finns i National Statuary Hall Collection i Kapitoliumbyggnaden.